# Општина Жијана
Жијана (рум. Jiana) општина је у Румунији у округу Мехединци.
Oпштина се налази на надморској висини од 115 m.

## Насеља
Општина се састоји из 5 села:
| Насеље         | Изворни назив | Број становника (2011) |
| -------------- | ------------- | ---------------------- |
| Данчеу         |               | 1.310                  |
| Жијана         |               | 735                    |
| Жијана Веке    |               | 1.080                  |
| Жијана Маре    |               | 825                    |
| Чороборени     |               | 745                    |
| Општина Жијана |               | 4.695                  |

## Становништво
Према попису из 2011.године, општина Жијана је имала 4.695 становника што је мање за 396 становника (7,78%) у односу на 2002. када је општина имала 5.091 становника.

### Попис2002.
| Расподела становништва по националности 2002.‍ | Расподела становништва по националности 2002.‍ | Расподела становништва по националности 2002.‍ | Расподела становништва по националности 2002.‍ | Расподела становништва по националности 2002.‍ |
| --------------------------------------------- | --------------------------------------------- | --------------------------------------------- | --------------------------------------------- | --------------------------------------------- |
|                                               |                                               |                                               |                                               |                                               |
| Румуни                                        | Румуни                                        |                                               | 4.393                                         | 86,4%                                         |
| Роми                                          | Роми                                          |                                               | 694                                           | 13,6%                                         |

### Хронологија
| Година       | 1992 | 1993 | 1994 | 1995 | 1996 | 1997 | 1998 | 1999 | 2000 | 2001 | 2002 | 2003 | 2004 | 2005 | 2006 | 2007 | 2008 | 2009 | 2010 | 2011 | 2012 | 2013 | 2014 | 2015 | 2016 | 2017 |
| ------------ | ---- | ---- | ---- | ---- | ---- | ---- | ---- | ---- | ---- | ---- | ---- | ---- | ---- | ---- | ---- | ---- | ---- | ---- | ---- | ---- | ---- | ---- | ---- | ---- | ---- | ---- |
| Становништво | 5319 | 5235 | 5193 | 5135 | 5080 | 5082 | 5115 | 5100 | 5045 | 5007 | 4972 | 4975 | 4951 | 4925 | 4916 | 4906 | 4850 | 4837 | 4803 | 4751 | 4713 | 4692 | 4662 | 4651 | 4642 | 4612 |